# سوت جهالي
سوت جهالي (بالإنجليزية: Sut Jhally)‏ (ولد عام 1955) هو أستاذ الاتصالات في جامعة أميرست بمدينة (أميرست) ويعمل في مجال الدراسات الثقافية، الإعلان، وسائل الاعلام والاستهلاك. وهو منتج أكثر من 40 فيلم وثائقي تدور حول موضوعات محو الأمية من خلال وسائل الإعلام، وهو المؤسس والمدير التنفيذي لمؤسسة التربية الإعلامية (Media Education Foundation)، وهو منتج الفيلم الوثائقي العرب السيئون (ريل باد أرابز) الذي يتحدث عن تشويه هوليوود لصورة العرب.

## روابط خارجية
- سوت جهالي على موقع IMDb (الإنجليزية)
- سوت جهالي على موقع ألو سيني (الفرنسية)
- سوت جهالي على موقع أول موفي (الإنجليزية)
- سوت جهالي على موقع قاعدة بيانات الفيلم (الإنجليزية)
- سوت جهالي على موقع كينوبويسك (الروسية)